# Schreiteria bruchi
Schreiteria bruchi är en skalbaggsart som beskrevs av Julius Melzer 1933. Schreiteria bruchi ingår i släktet Schreiteria och familjen långhorningar. Inga underarter finns listade i Catalogue of Life.